# جایزه بزرگ اروپا (فیلم)
جایزه بزرگ اروپا (به انگلیسی: Grand Prix of Europe) یک فیلم پویانمایی کمدی ورزشی محصول سال ۲۰۲۵ به کارگردانی والدمار فست است. در این فیلم گروهی از بازیگران شامل توماس سنگستر، جما آرترتون، هایلی اتول و لنی هنری صداپیشگی شخصیت‌های فیلم را بر عهده دارند.
این فیلم برای اکران در ژوئیه ۲۰۲۵ در سینماها برنامه‌ریزی شده است.

## داستان
ادا، یک موش جوان با رویاهای بزرگ برای تبدیل شدن به یک راننده ماشین مسابقه، در دنیای پر جنب و جوش یک زمین نمایشگاهی زندگی می‌کند که توسط پدرش اروین اداره می‌شود. با نزدیک شدن به پنجاهمین سالگرد جایزه بزرگ اروپا، ادا یک فرصت طلایی برای تبدیل رویاهای خود به واقعیت و نجات تجارت دشوار پدرش می‌بیند. وقتی ادا با بت مسابقه‌ای خود در این رویداد بزرگ ملاقات می‌کند، الهام می‌گیرد که یک مسابقه را انجام دهد.